# Gombyn Chiszigbaatar
Gombyn Chiszigbaatar (mong. Гомбын Хишигбаатар; ur. 24 sierpnia 1953) – mongolski zapaśnik walczący w stylu wolnym. Dwukrotny olimpijczyk. Zajął czwarte miejsce w Montrealu 1976 i odpadł w eliminacjach turnieju w Moskwie 1980. Walczył w wadze minimuszej (48 kg). Poza tym zajął pierwsze miejsce w Pucharze Świata w 1975 i zdobył brązowy medal MŚ juniorów w 1975 roku.
- Turniej w Montrealu 1976

W pierwszej fazie pokonał zawodnika Portoryko, Johna de Jesúsa i reprezentanta USA Billa Rosado. Potem wygrał z Willi Heckmannem z RFN i z Turkiem Kuddusi Özdemirem. Walkę o medal przegrał z reprezentantem ZSRR Romanem Dmitrijewem
- Turniej w Moskwie 1980

Przegrał obie walki, kolejno z zawodnikiem północnokoreańskim Jang Se-hongiem i późniejszym mistrzem olimpijskim Włochem, Claudio Pollio.